# Donskoje (Lipezk)
Donskoje (russisch Донское) ist ein Dorf in der Oblast Lipezk in Russland mit 3807 Einwohnern (Stand 14. Oktober 2010).

## Geographie
Das Dorf ist Verwaltungssitz der Landgemeinde (selskoje posselenije) Donskoi selsowet mit neun Ortschaften und insgesamt 5055 Einwohnern (Stand 2014) im Rajon Sadonski. Donskoje liegt etwa 40 km Luftlinie westlich des Oblastverwaltungszentrums Lipezk, 25 km nördlich des Rajonverwaltungssitzes Sadonsk und gut 30 km östlich von Jelez am linken Ufer des Don.

## Geschichte
Das Dorf entstand Ende des 16. Jahrhunderts unter dem Namen Studenez nach dem dort in den Don mündenden Flüsschen. Gegen Ende des 18. Jahrhunderts war bereits die Bezeichnung Nischni Studenez („Nieder-Studenez“) in Gebrauch, weil inzwischen etwa 6 km flussaufwärts (östlich) das Dorf Werchni Studenez („Ober-Studenez“) gegründet worden war. In Folge wurde Nischni Studenez Sitz einer Wolost, ab 1779 innerhalb des Ujesds Sadonsk der Statthalterschaft Woronesch, ab 1796 des Gouvernements Woronesch. Bis ins frühe 20. Jahrhundert war auch die Alternativbezeichnung Patriarscheje (etwa „Patriarchen-Dorf“) in Verwendung, da die Ländereien ursprünglich dem Moskauer Patriarchen Philaret gehört hatten.
Mit Auflösung des Ujesds am 12. Mai 1924 kam die Wolost noch zum Ujesd Lipezk des Gouvernements Tambow, bevor Nischni Studenez mit Einführung der Rajongliederung am 30. Juli 1928 Verwaltungssitz des Studenezki rajon des Okrugs Jelez der Zentralen Schwarzerde-Oblast (Zentralno-Tschernosjomnaja oblast) wurde. Der Rajon wurde bereits 25. November 1930 wieder aufgelöst, und das Gebiet kam zum Lipezki rajon. Mit Aufteilung der Oblast am 31. Dezember 1934 kam der Ort zur Oblast Woronesch, wurde nach dem Piloten Michail Wodopjanow in Wodopjanowo umbenannt und zugleich Sitz des nun als Wodopjanowski rajon wiederhergestellten Rajons.
Am 6. Januar 1954 kam der Rajon zur neugebildeten Oblast Lipezk. Am 14. November 1957 erhielt das Dorf seinen heutigen Namen nach dem Fluss Don; die Rajonbezeichnung wurde entsprechend in Donskoi rajon geändert. Am 1. Februar 1963 wurde der Rajon aufgelöst und sein Territorium unter den umliegenden Rajons aufgeteilt, wobei Donskoje selbst zum Sadonski rajon kam.

### Bevölkerungsentwicklung
| Jahr | Einwohner |
| ---- | --------- |
| 1779 | 710       |
| 1897 | 5.004     |
| 1939 | 4.041     |
| 1959 | 3.828     |
| 2002 | 3.894     |
| 2010 | 3.807     |

Anmerkung: ab 1897 Volkszählungsdaten